# Parti pirate (Belgique)
Pour Parti pirate, voir Liste des partis pirates.
Le Parti pirate (Piratenpartij / Parti Pirate ; stylisé en partipiratenpartij, contraction des deux versions linguistiques) est un parti politique belge. Basé sur le modèle du parti pirate suédois, il soutient la réforme des lois sur le copyright, la suppression des brevets, et le respect de la vie privée. Membre fondateur du Parti pirate international, il en suspend sa participation en mars 2015.

## Histoire
Le Parti Pirate belge est fondé en 2009, à la suite des élections européennes de 2009 qui permettent au parti pirate suédois d'obtenir un élu au parlement européen. 
À ses débuts, le parti est géré par trois co-présidents, ayant chacun un mandat d'un an renouvelable. Lors de l'Assemblée générale extraordinaire (AGE) du 22 décembre 2012 à Louvain-la-Neuve, les membres sont invités à faire des propositions pour définir la structure et les statuts du parti. Cette nouvelle structure est achevée en 2013, lors de l'Assemblée Générale du 24 mars 2013 et de l'AGE du 29 juin 2013. 
La gestion du parti est alors ouverte à ses membres avec notamment la création de la Coreteam/Amirauté qui devient l'organe de coordination du parti. Les membres de cet organe sont élus en AG pour un mandat d'un an. En plus des rôles de coordination entre les membres du parti, la Coreteam s'occupe également de la gestion des finances et des membres du Parti Pirate. 
En mars 2015, faute de candidats pour se présenter à la Coreteam, cette dernière est dissoute,. À l'heure actuelle, le Parti Pirate fonctionne en autogestion. 

## Résultats électoraux

### Chambre des représentants
| Année | %    | Sièges  | Gouvernement                   |
| ----- | ---- | ------- | ------------------------------ |
| 2019  | 0,11 | 0 / 150 | Opposition extra-parlementaire |

### Élections fédérales de 2010
Le parti participe pour la première fois aux élections fédérales belges de 2010 dans la circonscription de Bruxelles-Hal-Vilvorde pour la Chambre, où il obtient 0,26 % des voix.

### Élections communales et provinciales de 2012
Le parti prend peu à peu de l'ampleur et présente des listes lors des élections communales et provinciales belges de 2012, dans 14 communes et 26 districts provinciaux. Les résultats provinciaux tournent autour de 1 % en Flandre et 3 % en Wallonie.
Le meilleur résultat obtenu aux provinciales est de 3,42 % dans le district de Tournai par Paul Bossu. Au niveau des communales, la liste emmenée par Lionel Dricot à Ottignies-Louvain-la-Neuve obtient 5,16 % des suffrages, mais manque un siège de conseiller communal pour seulement 14 voix.

### Élections régionales et fédérales de 2014
En 2014, le Parti Pirate ne se présente pas aux élections européennes, n'ayant pas réussi à obtenir les 5000 signatures requises. 
Le parti présente des listes pour les élections régionales et fédérales sur la majeure partie du territoire belge. Pour les élections régionales, il obtient autour de 0,75 % dans les districts où les pirates sont présents, et culmine à 1,54 % dans le Brabant Wallon. Au niveau des élections fédérales, le parti obtient un score d'environ 0,8 % par district, à l'exception de Bruxelles où il n'obtient que 0,26 % des voix.